# Колесников, Семён Гаврилович
Семён Гаврилович Колесников (23 мая 1909 — 1 февраля 1945) — советский офицер, в годы Великой Отечественной войны командир 32-й танковой бригады (29-го танкового корпуса, 5-й гвардейской танковой армии).

## Биография
Родился 23 мая 1909 года в городе Новомосковске (ныне Днепропетровской области Украины) в семье рабочего. Русский. Окончил среднюю школу и два курса Ленинградского электромеханического института (отраслевого вуза ленинградского политехнического института).
Член ВКП(б)/КПСС с 1930 года. В 1931 году призван в РККА. С 1 июня 1931 года проходил обучение в Орловской бронетанковой школе. 1 мая 1932 года назначен командиром учебного взвода Винницкой автошколы. С 13 апреля 1933 года — командир танка 1-го танкового батальона 134-го стрелкового полка УрВО. С 9 мая 1934 года — старший электротехник 4-го танкового батальона 2-й отдельной механизированной бригады ОКДВА. С 1 января 1938 года — начальник отдела хранения 126-го военного склада ОКДВА. Участник Хасанских боёв (1938). С 6 ноября 1939 года помощник по строевой части командира 136-го отдельного танкового батальона 42-й отдельной легкотанковой бригады.
С 12 сентября 1940 года по октябрь 1941 года — слушатель Военной академии механизации и моторизации РККА имени И. В. Сталина.
Участник Великой Отечественной войны с 18 октября 1941 года. Воевал на Западном, Центральном, Воронежском, 1-м Украинском, 2-м Прибалтийском и 2-м Белорусском фронтах. Был легко ранен 8 декабря 1942 года и 22 июля 1943 года.
С октября 1941 года — начальник штаба 24-го танкового полка. С 18 ноября 1941 года — заместитель начальника штаба по оперативной работе 146-й танковой бригады. С 16 февраля 1942 года — заместитель начальника штаба по оперативной работе 90-й танковой бригады. С 9 мая 1942 года — начальник штаба 20-й танковой бригады.
С марта 1943 года подполковник С. Г. Колесников — заместитель командира 129-й отдельной танковой бригады по строевой части. Участник Курской битвы. За умелую организацию взаимодействия с соседями и приданными бригаде частями был награждён орденом Красной Звезды (13 июля 1943).
С 4 по 24 августа 1943 года исполнял должность командира 56-й гвардейской танковой бригады (195 гв. тбр). С 14 сентября 1943 года по 8 января 1944 года — заместитель командира 53-й гвардейской танковой бригады по строевой части. С января по июнь 1944 года — слушатель академических курсов усовершенствования офицерского состава при Военной академии механизации и моторизации РККА имени И. В. Сталина, отделение командиров бригад. С 28 июня 1944 года — отдельный учебный танковый полк офицерского состава БТиМВ. С 1 сентября 1944 года исполнял должность командира, с 13 сентября 1944 года — командир 32-й танковой бригады.
Гвардии подполковник С. Г. Колесников отличился во время Восточно-Прусской операции. В период 17-31 января 1945 года он находился в боевых порядках бригады и руководил уничтожением группировки противника, оборонявшей подступы к Восточной Пруссии. 32-я танковая бригада ночью неожиданно вышла с запада в тыл противника и, с хода ворвавшись в Дойлиш-Айлау, разгромила 114-ю горнострелковую дивизию[уточнить] вермахта. При этом было захвачено много пленных и трофеев.
Далее продвигаясь на запад ночными маршами, бригада вышла западнее города Эльбинг (ныне Эльблонг, Польша) и отрезала пути отхода для оборонявшегося в городе противника. Более трёх суток советские танкисты отражали контратаки танков и мотопехоты противника. 32-й танковой бригадой было в общей сложности уничтожено 10 танков, 36 орудий, три самолёта, девять складов, восемь эшелонов, 1200 автомашин и много живой силы противника, а также захвачено 5 исправных танков, 8 орудий, 700 автомашин и ещё 300 солдат и офицеров взято в плен.
1 февраля 1945 года во время передислокации бригады, гвардии подполковник С. Г. Колесников покинул танк, чтобы проверить, как идут дела у сапёров, готовящих переправу для танковой колонны через реку Пассарге. В этот момент рядом разорвался снаряд, и Семён Гаврилович Колесников погиб на месте.
Указом Президиума Верховного Совета СССР «О присвоении звания Героя Советского Союза генералам, офицерскому, сержантскому и рядовому составу Красной Армии» от 10 апреля 1945 года «За образцовое выполнение заданий командования на фронте борьбы с немецкими захватчиками и проявленные при этом отвагу и геройство» гвардии подполковнику Семёну Гавриловичу Колесникову посмертно присвоено звание Героя Советского Союза.

## Воинские звания
- воентехник 1-го ранга (1937);
- старший лейтенант (1939);
- капитан (11.02.1941);
- майор (17.02.1942);
- подполковник (18.02.1943)[2];
- полковник (?).

## Награды
- Герой Советского Союза (10 апреля 1945, медаль «Золотая Звезда», посмертно)[4];
- орден Ленина (10 апреля 1945, посмертно)[4];
- орден Красного Знамени (25 марта 1944)[6];
- орден Александра Невского (7 января 1945)[7];
- орден Красной Звезды (13 июля 1943)[3];
- медаль «За боевые заслуги» (3 ноября 1944)[8];
- медаль «За оборону Москвы».

## Память
Похоронен на военном кладбище в Минске. Позднее его прах был перезахоронен в Киеве на Городском кладбище «Берковцы».